# Desert X
Desert X è una mostra di arte contemporanea site-specific che si tiene a Whitewater Preserve, nella Valle di Coachella, in California meridionale. La prima edizione di Desert X si è svolta dal 25 febbraio al 30 aprile 2017, e successivamente l'evento si è ripetuto ogni due anni.

## Contesto
Desert X è organizzata dalla Desert Biennial, un'organizzazione benefica 501(c) fondata nel 2015. L'obiettivo della mostra è portare attenzione all'ambiente della valle attraverso l'esposizione di opere di artisti emergenti. Tra i temi trattati vi sono il cambiamento climatico, l'immigrazione, il turismo, il gioco d'azzardo e la cultura dei nativi americani.

### 2017
Il 2017 è stato l'anno inaugurale di Desert X. La mostra si è aperta il 25 febbraio e si è conclusa il 30 aprile. Gli artisti partecipanti includevano Doug Aitken,Yuri Ancarani, Lita Albuquerque, Jeffrey Gibson, Sherin Guirguis, Glenn Kaino, Richard Prince, Rob Pruitt, Julião Sarmento, Phillip K. Smith III e Tavares Strachan.
Le opere comprendevano una casa camuffata ricoperta di specchi, un veicolo autonomo noto come "ShyBot", programmato per evitare le persone, e un bunker sotterraneo contenente una scultura kitsch di John Fitzgerald Kennedy. Nel febbraio 2017, il creatore del robot, un artista italiano noto come "Norma Jeane", perse i contatti con ShyBot. Tutte le comunicazioni furono interrotte, e alcuni ipotizzarono che il robot fosse stato "rapito". Nel luglio 2018, un fuoristradista ritrovò ShyBot e, tramite un codice QR presente sul corpo, riuscì a contattare Desert X e facilitare il suo recupero.

### 2019
Desert X 2019 si è aperta il 9 febbraio ed è proseguita fino al 21 aprile. Gli artisti partecipanti includevano Iván Argote, Nancy Baker Cahill, Cecilia Bengolea, Pia Camil, John Gerrard, Julian Hoeber, Jenny Holzer, Iman Issa, Mary Kelly, Armando Lerma, Eric N. Mack, Cinthia Marcelle, Postcommodity, Cara Romero, Sterling Ruby, Kathleen Ryan, Gary Simmons, Superflex, Chris Taylor e Steve Badgett. Neville Wakefield ha ricoperto il ruolo di direttore artistico.

### 2021
Desert X 2021 si è svolto dal 12 marzo al 16 maggio. La mostra è stata curata dal direttore artistico Neville Wakefield e co-curata da César García-Alvarez. L'evento ha esplorato il concetto del deserto come luogo e idea, presentando opere che riconoscevano le realtà delle persone che vivono in quella regione e i contesti politici, sociali e culturali che ne influenzano le storie. Tra gli artisti partecipanti c'erano Zahrah Alghamdi, Ghada Amer, Felipe Baeza, Serge Attukwei Clottey, Nicholas Galanin, Alicja Kwade, Oscar Murillo, Christopher Myers, Eduardo Sarabia, Xaviera Simmons e Vivian Suter.
La mostra è stata tra le prime esperienze artistiche nella regione dopo i diffusi lockdown dovuti alla pandemia di COVID-19, offrendo un’esperienza sicura, all’aperto, gratuita e aperta a tutti. L’evento ha registrato oltre 650.000 visite in tutta la valle in 9 settimane.
Un documentario intitolato Desert X 2021 – The Film è stato prodotto per la serie 'ARTBOUND' di KCET. Questo film ha portato gli spettatori all'interno degli studi degli artisti ad Accra (Ghana), Berlino (Germania), Guadalajara (Messico), Gedda (Arabia Saudita), La Paila (Colombia), Londra (Regno Unito), New York (USA), Panajachel (Guatemala) e Sitka (Alaska, USA). Attraverso le loro opere per Desert X, gli artisti hanno esplorato temi legati al clima socio-politico contemporaneo, affrontando questioni come il movimento dei nativi americani Land Back, il cambiamento climatico, i diritti sull’acqua, la storia del femminismo e le sfide urgenti per la comunità afroamericana. Il documentario rappresenta sia una testimonianza dei tumultuosi 18 mesi precedenti sia una riflessione tempestiva su questioni cruciali del passato e del futuro condiviso.
Un dettaglio curioso riguarda la maglietta ufficiale del Desert X 2021, denominata Desert X Coordinates Tee, che riportava un errore mai corretto nella sua produzione. Le coordinate di longitudine e latitudine indicate sulla maglietta portavano al Nord Pacifico. Aggiungendo un 3 all'inizio della longitudine, si ottenevano le coordinate corrette della Coachella Valley, luogo dell’esposizione.

### 2023
Desert X 2023 si è svolto dal 4 marzo al 7 maggio. La mostra è stata curata dal direttore artistico Neville Wakefield e co-curata da Diana Campbell.